# Jatilaksana
Jatilaksana is een bestuurslaag in het regentschap Karawang van de provincie West-Java, Indonesië. Jatilaksana telt 3872 inwoners (volkstelling 2010).